# Gregor Marstaller
Gregor Marstaller (* 13. August 1984 in Denzlingen) ist ein deutscher Theater- und Filmschauspieler und Theaterpädagoge.

## Leben
Gregor Marstaller wuchs in Denzlingen auf. Er hatte als Schüler verschiedene Auftritte bei der Freilichtbühne Emmendingen, der Theater AG des Erasmus-Gymnasiums in Denzlingen und dem Theaterverein Waldkirch. Nach seiner schulischen Ausbildung besuchte er von 2003 bis 2007 die Freiburger Schauspielschule im E-Werk. 2010 absolvierte er eine Weiterbildung zum Filmdarsteller an der „Coaching Company Berlin“ von Norbert Ghafouri in Berlin, und 2012 machte er eine Ausbildung als Spielleiter nach theaterpädagogischen Richtlinien am „Sozialpädagogischen Institut ‚Walter May‘“ (SPI) in Berlin.
Während seiner Schauspielausbildung trat er mehrmals als Theaterschauspieler im „TheaterKammerspiele im E-Werk“ (KIEW) der Freiburger Schauspielschule auf. Er wirkte als Er mit in Tucholskys Alles wegen Lilly (2004; Regie: Grete Linz), als Falstaff in Shakespeares Die lustigen Weiber von Windsor (2005) und als Rico in Helmut Kraussers Haltestelle. Geister (2006, Regie: Grete Linz).
Nach Abschluss der Freiburger Schauspielschule war er u. a. 2008 am Theater für Niedersachsen als Lützel in dem Kinder- und Jugendtheaterstück In einem tiefen, dunklen Wald von Paul Maar zu sehen. Von 2009 bis 2012 hatte er mehrere Rollen am „theaterforum kreuzberg“ in Berlin inne: Er wirkte in mehreren Rollen in Eugène Ionescos Hunger und Durst (2009) mit, als Großvater in Ionescos Jacob oder die Unterwerfung (Spielzeit 2010/2011) und 2012 als Francois de Crancey in dem Stück Ist er gut? Ist er Böse? (Der Menschenfreund) von Denis Diderot/Hans Magnus Enzensberger.
Von 2012 bis 2015 tourte Gregor Marstaller in der Hauptrolle als Meister Ton in den Stücken Meister Ton und die Melodiemaschine und Die Liedfee und der Drehschwungtanz für das mobile Berliner Kindermusiktheater „Theater aus dem Koffer“ durch Berlin und Brandenburg. Im Jahr 2013 war er im TheaterForum Kreuzberg unter der Regie von Anemone Poland als Gustav Brändle in der deutschen Erstaufführung des Stücks Der Wolf im Korb von Roger Vitrac zu sehen; zudem spielte er 2013 am Berliner Kindertheater den Thomas Settergren in Pippi Langstrumpf. 2016 und 2017 arbeitete Gregor Marstaller auch für die TUI Cruises Entertainment als Schauspieler auf der Mein Schiff 2.
Seit 2014 ist Gregor Marstaller für Historix-Tours Freiburg als Guide in verschiedenen Schauspielführungen zu sehen.
Seit 2018 ist Gregor Marstaller regelmäßig in den Präventionsprogrammen „Mein Körper gehört mir“ und seit 2019 in „die große Nein-Tonne“ der Theaterpädagogischen Werkstatt Osnabrück im Raum Südbaden an Grundschulen als Schauspieler und Theaterpädagoge in der Arbeit gegen sexuelle Gewalt an Kindern aktiv
Seit 2005 wirkt Marstaller in Filmen und Kurzfilmen mit und war zudem als Sprecher tätig. Er spielte die Hauptrolle als Heinrich in dem Coming-of-Age-Film Schwalbennest (2011) und als Daniel in dem Independentfilm Zeichen der Schwäche von Markus Messner.
2017 war Gregor Marstaller im Stuttgarter Tatort „Stau“ als Junggeselle zu sehen.